# Yogi, Cindy e Bubu
Yogi, Cindy e Bubu (Hey There, It's Yogi Bear!) è un film d'animazione musicale del 1964 di Hanna-Barbera basato sulla serie animata L'orso Yoghi (The Yogi Bear Show).

## Trama
La Primavera è tornata e l'orso Yoghi si risveglia dal letargo. Ritrova, così, l'amico orsacchiotto Bubu compagno di tante avventure, anche lui appena svegliatosi, e il Ranger Smith del parco di Jellystone in cui loro vivono. Il ranger vuole impedire che i turisti diano da mangiare agli orsi perché è una regola del parco e per liberarsi del simpatico rompiscatole, sempre in cerca di cestini da picnic che sottrae coi più svariati stratagemmi, lo manda allo zoo di San Diego dove  cercano un orso. Yoghi, però, manda al suo posto l'orso Corn Pone convincendolo grazie alla sua straordinaria furbizia e riuscendo così anche a farsi un nuovo nome, ovvero ''il Fantasma Bruno'', per riprendere a derubare i turisti senza che i due ranger Smith e Jones sappiano chi è stato. Non sa però che Cindy, la deliziosa orsetta innamorata di lui, che credendo che Yoghi sia a San Diego riesce a farsi trasferire anche lei per raggiungerlo. Smith la manda invece allo zoo di Saint Louis ma senza giungere a destinazione: finisce nelle mani di Grifter e Snively, proprietari di un circo, i quali la tengono prigioniera e la fanno esibire come ''equilibrista funambola'' per riguadagnare l'attenzione del pubblico e far fortuna, poiché erano in declino. Yoghi e Bubu allora fuggono dal parco, per ritrovarla e salvarla. Alla fine faranno ritorno tutti a Jellystone a bordo dell'elicottero del ranger Smith.

## Colonna sonora

### Album

#### Tracce
Dove non indicato diversamente, le tracce sono brani strumentali composti da Marty Paich.
Lato A
1. Hey There, It's Yogi Bear – Main Title – 1:50 (David Gates)
2. Yogi's Nap – 1:25
3. Robin Ward – Like I Like You – 2:32 (testo: Ray Gilbert – musica: Doug Goodwin)
4. Yogi Bear March – 1:03
5. Jonah & the Wailers – St. Louie – 2:15 (testo: Ray Gilbert – musica: Doug Goodwin)
6. Like I Like You – 1:53 (testo: Ray Gilbert – musica: Doug Goodwin)
7. Bill Lee ed Ernie Newton – Ash Can Parade – 3:00 (testo: Ray Gilbert – musica: Doug Goodwin)

Durata totale: 13:58
Lato B
1. James Darren – Ven-e, Ven-o, Ven-a – 2:48 (testo: Ray Gilbert – musica: Doug Goodwin)
2. Yogi's Merry Movements – 1:17
3. High Wire Cindy – 1:15
4. Back to the Circus – 2:29
5. Like I Like You – 1:20 (testo: Ray Gilbert – musica: Doug Goodwin)
6. Bill Lee, Robin Ward ed Ernie Newton – Whistle Your Way Back Home – 2:15 (testo: Ray Gilbert – musica: Doug Goodwin)
7. Finale – 1:28 (David Gates)

Durata totale: 12:52

## Distribuzione

### Data di uscita
Le date di uscita internazionali sono state:
- 3 giugno 1964 negli Stati Uniti
- 7 agosto in Brasile (Oi Galera, Sou o Zé Colmeia!)
- 2 dicembre in Danimarca (Halløj: Her er Yogi-Bjørn)
- 6 dicembre in Svezia (Hallå där - Yogi e' här!)
- 10 dicembre in Francia (Les aventures de Yogi le nounours)
- 18 dicembre in Finlandia (Jogi-karhu seikkailee) e Germania Ovest (Yogi Bärs Abenteuer)
- 6 gennaio 1965 in Italia
- 17 luglio in Giappone (クマゴローの大冒険 ヨギ・ベア物語)
- 30 dicembre in Messico (Yogi Bear, el oso famoso)
- 12 agosto 1966 in Regno Unito e Irlanda
- aprile 1972 in Polonia (Przygody misia Yogi)
- 7 maggio 1999 in Islanda

### Edizione italiana
Il doppiaggio italiano del film fu eseguito dalla C.D.C. e il cast è quindi diverso da quello delle serie televisive, con l'eccezione di Francesco Mulè la cui partecipazione fu concessa dalla S.A.S. Le canzoni furono mantenute in inglese. Nei dialoghi il ranger Smith non viene mai chiamato ranger, ma guardaboschi o capo.
A partire dagli anni 1990 il film è stato trasmesso in televisione in un'edizione priva di alcune scene, oltre che dei titoli di testa (che appaiono invece in sovrimpressione sulle inquadrature iniziali). Per la distribuzione in DVD-Video e in streaming è stata ripristinata la versione integrale ma le scene ripristinate sono state ridoppiate.

### Edizioni home video
Il 2 dicembre 2008 la Warner Home Video ha fatto uscire la versione su DVD del film. La versione italiana è uscita nel febbraio del 2009.